# Embriologija kičmenjaka
Embriologija kičmenjaka je deo embriologije koji se bavi proučavanjem razvića organizama, koji pripadaju podtipu kičmenjaka, od oplođenog jajeta do adulta.

## Istorijat
Prva naučna otkrića u embriologiji vezana su za razvoj mikroskopije i histologije i datiraju iz 17. veka , među njima su:
- 1651. Vilijam Harvi dolazi do zaključka da svaka individua potiče od jajeta
- 1672 Rajner de Graf opisuje folikule
- 1677 Antoni van Levenhuk opisuje spermatozoide

Evolucionističke teorije 19. veka doprinose razvoju embriologije. 1827. Karl Ernst von Baer opisuje jaje sisara i klicine listiće, a Ernst Hekel formuliše osnovni biogenetski zakon po kome je ontogeneza rekapitulacija filogeneze. Ovo znači da individualno razviće ukratko predstavlja etape evolutivne istorije grupe kojoj organizam pripada. Savremena saznanja molekularne biologije i genetike su pokazala da biogenetski zakon
ne predstavlja isključivo pravilo embrionalnog razvića, ali je svakako veliki njegov značaj u razvoju embriologije kao nauke.

## Embriogeneza
Predstavlja prvu fazu individualnog razvića koja traje od oplođenja jajne ćelije pa do napuštanja jajnih opni, odnosno porođaja. U ovom periodu nastaju brojni složeni morfološki, biohemijski i funkcionalni procesi koji dovode do diferencijacije novih ćelija, obrazovanja klicinih listova, zatim do obrazovanja pojedinih tkiva, organa i organskih sistema. Stalnom deobom i diferencijacijom ćelija raste masa i uobličava se embrion. Počevši od jedne ćelije-zigota rast i razviće multicelularnog organizma obuhvata nekoliko etapa:
- deobu ćelija(hiperplaziju)
- rast ćelija(hipertrofiju)
- specijalizaciju ćelija(diferencijaciju)

Prema Pantiću 1995, fazu embriogeneze čine tri uzastopne faze.

### Faza ranog embrionalnog razvića (preembrionalni period)
Predstavlja najraniju fazu embrionalnog razvića koja traje od oplođenja do kraja druge nedelje. U ovoj fazi organi još nisu izdiferencirani, a snabdevanje zametka hranljivim materijama vrši se difuzijom i osmozom. Ovaj period se završava početkom obrazovanja kardiovaskularnog sistema, i obuhvata sledeće procese:
- Brazdanje
- Blastulacija
- Gastrulacija
- Stvaranje klicinih listova
- Celomacija
- Neurulacija

### Faza embrionalnog razvića
U ovoj fazi plod se naziva embrion. Ovaj period razvića  otpočinje funkcionisanjem kardiovaskularnog sestema, a karakteriše se brzom deobom ćelija-rastom. Tada se razvijaju svi sistemi organa i otpočinje njihova delimična funkcija, te usklađivanje međusobnih odnosa pojedinih delova tela. Predeo glave embriona se ističe nesrazmernim rastom, kasnije rast glave postaje sporiji i uspostavlja se srazmerni odnos sa ostalim delovima tela. ovaj period razvića ima različitu dužinu trajanja za različite jedinke. 

### Faza fetalnog razvića
Ova faza počinje u periodu kada se po izgledu i funkcionalnim svojstvima može odrediti kojoj vrsti jedinka pripada.U ovom periodu plod se naziva fetus. Ova faza se karakteriše vrlo brzim rastom , većina delova tela dobija svoj konačni oblik i položaj. Smatra se da kod ovce fetalni period počinje 34, krave 45 dana, a kod čoveka početkom trećeg meseca. U fetalnom periodu rast je vrlo brz. Za kratko vreme dužina i težina tela postaju višestruki. Uobličavaju se predeli glave, trupa i repa. Pojavljuje se perje kod ptica, dlake kod sisara. Svi procesi koji se odvijaju u ovoj fazi dovode do stvaranja konačnog oblika fetusa.Utvrđeno je da ishrana u drugoj polovini graviditeta utiče na veličinu,  težinu i mortalitet fetusa. Osim ishrane na veličinu fetusa utiču još i sposobnost ćelija za razmnožavanje, nasledne osobine i spoljašnji faktori.

## Postnatalni period
Predstavlja drugu fazu individualnog razvića i obuhvata rast, polno sazrevanje, starenje i smrt jedinke.
Postembrionalni period može biti karakterisan sa dve vrste razvića.

### Direktno razviće
Odnosi se na vrstu transformacije tela jedinke, koja je veoma slična adultu. Primer direktnog postembrionalnog razvića je čovek. Ovakvo razviće imaju i životinje i neki reptili. Posle rođenja embrion je veoma sličan adultnom organizmu. Međutim razlikuje se po veličini i manjku veština.

### Indirektno razviće/Metamorfoza
U ovom slučaju telo novorođene jedinke, je veoma drugačije nego kod adulta. Npr. larva koja se izleži iz jajeta mora proći kroz metamorfozu kako bi došla u stadijum adulta. Rast se nastavlja i dolazi do dalje organogeneze i histogeneze. Funkcije organizma u razviću postaju složenije i uspostavljaju se konačne proporcije i karakteristike tela.

## Literatura
- "Zoologija",Beograd 2003, Vesna Poleksić,Jelena Bogojević, Zoran Marković, Zorka Dulić Stojanović

## Spoljašnje veze
Comparative embryology
What is Embryogenesis